# Камбоджийско-малайзийские отношения
Камбоджийско-малайзийские отношения — двусторонние дипломатические отношения между Камбоджей и Малайзией. Государства являются членами АСЕАН. У Камбоджи есть посольство в Куала-Лумпуре, а у Малайзии имеется посольство в Пномпене.

## История

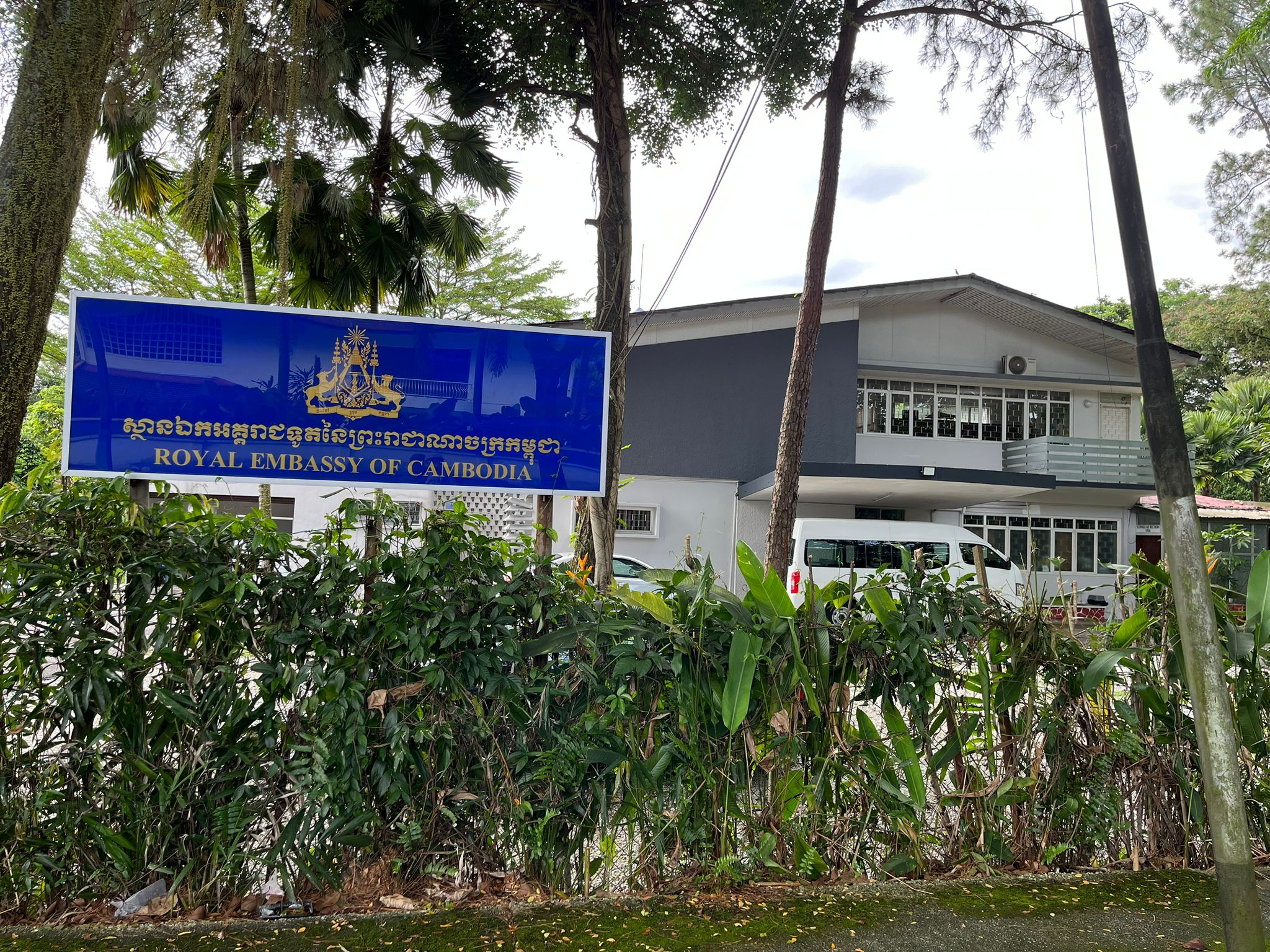
Посольство Камбоджи в Куала-Лумпуре

Отношения между государствами были установлены 31 августа 1957 года. С 1969 по 1975 год посольство Малайзии в Пекине представляло интересы страны и в Камбодже. Посольство Малайзии в Пномпене было закрыто после того, как режим Красных кхмеров захватил столицу и пришёл к власти в 1975 году. В то же время многие люди народности тямы из Кампонгтяма и прилегающих районов центральной Камбоджи бежали от режима Красных кхмеров по суше в лагеря в Таиланде, надеясь получить убежище в Малайзии из-за чувства схожей религиозной принадлежности к стране с мусульманским большинством, а также из-за наличия дальних родственных связей в таких местах, как Келантан. После долгих политических убеждений со стороны Организации Исламская конференция, к концу 1988 года на территории Малайзии было принято в общей сложности 9704 беженца народности тям: эти беженцы с тех пор были интегрированы в состав «малайской» демографической группы (из-за общих австронезийских корней), при этом они стали называть себя («камбоджийские малайцы») или позднее («малайцы Тямпа»).
Посольство Малайзии в Пномпене было вновь открыто 26 ноября 1991 года после подписания Парижского мирного соглашения 23 октября 1991 года и создания Временного органа Организации Объединённых Наций в Камбодже. С тех пор отношения развивались после того, как государства стали налаживать экономическое сотрудничество. Развитие отношений также поддерживалось Янг ди-Пертуан Агонг Сайедом Сираджуддином и королём Камбоджи Сиануком.
14 апреля 1994 года премьер-министр Малайзии Махатхир Мохамад прибыл в столицу Камбоджи с трёхдневным официальным визитом и предложил этой стране рассмотреть вопрос о вступлении в АСЕАН.

## Экономические отношения
В 2013 году Малайзию посетили 64 534 камбоджийца, в то время как число малайзийских туристов в Камбодже составило 54 000 человек. В 2011 году объём товарооборота между государствами составил сумму более 319,5 млн долларов США, а в 2010 году Малайзия считалась одним из крупнейших инвесторов в экономику Камбоджи с общим объемом инвестиций в 2,19 млрд долларов США, в то время как малайзийские инвестиции в Камбоджу за предыдущие два года составили 118 млн долларов США. В 2015 году объём товарооборота между государствами составил сумму 385,8 млн долларов США, при этом Малайзия зафиксировала 234,5 млн долларов США экспорта и 151,3 млн долларов США импорта с Камбоджей. В том же году Малайзия стала пятым по величине инвестором в Камбодже, с более чем 150 малайзийскими компаниями, работающими или имеющими деловые интересы. Для увеличения объёма постоянного делового сотрудничества между компаниями двух стран был подписан меморандум о взаимопонимании. Существует также Малайзийско-камбоджийский деловой совет. В сентябре 2019 года во время визита премьер-министра Малайзии Махатхира Мохамада в Камбоджу было подписано два соглашения о туризме и избежании двойного налогообложения для стимулирования торговли, инвестиций и сотрудничества в сфере туризма.

## Проблемы и инциденты

### Жестокое обращение с камбоджийцами в Малайзии
Камбоджа известна как поставщик горничных для Малайзии после того, как Индонезия решила прекратить отправлять своих горничных в 2016 году из-за частых сообщений о жестоком обращении, хотя затем Индонезия снова начала отправлять своих горничных в 2017 году. Камбоджийские горничные также подвергались плохому обращению со стороны своих малайзийских работодателей или иммиграционных офицеров, у которых годами удерживались их документы после того, как их обманули агенты по найму в стране. В отчёте за 2016 год говорилось, что камбоджийская горничная, задержанная в одном из малайзийских иммиграционных центров, видела, как три женщины камбоджийского и вьетнамского происхождения умерли там после жестоких пыток, а также другие граждане, такие как таиландские, индонезийские и лаосские заключенные, также подвергались жестоким пыткам. Ранее в 2012 году одна камбоджийская горничная умерла после того, как её работодатель заморил голодом. С 2011 года Камбоджа запретила своим горничным ездить в Малайзию. Эти проблемы привели к протестам и критике со стороны различных правозащитных групп в Камбодже, которые потребовали от правительства страны прекратить отправлять горничных до тех пор, пока Малайзия не начнёт строго соблюдать права человека, хотя многие камбоджийцы продолжали искать возможности трудоустройства, в основном в качестве домашних работников, в надежде заработать больше денег, чем они могли бы у себя на родине. После переговоров между правительствами двух стран Камбоджа сняла запрет на выезд своих работников в Малайзию, а Малайзия также легализовала всех камбоджийских домработниц, работающих в стране нелегально. 
В 2017 году пять камбоджийских домашних работников были репатриированы из Малайзии за нелегальную работу. В ответ на частые случаи жестокого обращения с горничными Министерство кадровых ресурсов Малайзии выпустило «Руководящие принципы и советы для работодателей иностранных домашних работников», чтобы способствовать более теплым отношениям и взаимопониманию между работодателями и их горничными, сводя к минимуму неприятные инциденты. 29 ноября 2017 года правительство Камбоджи подписало Меморандум о соглашении о назначении Ассоциации агентств иностранных горничных Малайзии (PAPA) своим представителем для контроля за безопасностью и благополучием своих граждан, возвращающихся на работу в качестве домашних работников в Малайзии. Каждому работнику Малазийское частное агентство занятости выдаёт смартфон с приложением безопасности, а также будут предоставлены руководящие принципы по найму горничных, чтобы гарантировать их благополучие и безопасность в течение всего времени. В то время как для работодателей период работы их работников ограничен как минимум двумя годами, и в случае возникновения каких-либо проблем работодатель может связаться с агентством по трудоустройству, которое предоставляет горничную.

### Задержание граждан Малайзии в Камбодже
С 11 декабря 2018 года около 47 граждан Малайзии были задержаны властями Камбоджи после того, как их заподозрили в участии в незаконной  деятельности, связанных с организацией азартных игр в стране, что было подтверждено Министерством иностранных дел Малайзии 7 февраля 2019 года. По словам одного из задержанных, граждане Китая обещали им 1500 долларов США в месяц за работу в Камбодже, но вместо этого с ними обращались как с рабами в Пойпете, провинция Бантеймеантьей, после того как их забрали в Сиемреапе после прибытия в Камбоджу между 18 и 19 сентября 2018 года. После ареста вместе с другими жертвами он сказал, что не уверен, содержатся ли также под стражей обманувшие их граждане Китая, поскольку их  не было видно в центре содержания под стражей. В результате переговоров между двумя правительствами, премьер-министр Камбоджи Хун Сен и заместитель премьер-министра Малайзии Прак Сокхон одобрили их освобождение 15 февраля 2019 года, обнаружив, что большинство жертв были обмануты синдикатом под прикрытием агентств по трудоустройству.